# چهارمین دوره جشنواره بین‌المللی فیلم فجر
چهارمین دورهٔ جشنواره فیلم فجر در بهمن ۱۳۶۴ در تهران برگزار شد.

## داوران[۱][۲]
- مجید بهمن‌پور
- کمال حاج سید جوادی
- فرید حاج‌کریم‌خان
- محمد خزاعی
- جلال رفیع
- مهدی فریدزاده
- منوچهر محمدی

دبیر: سید محمد بهشتی

## برگزیدگان

### فیلم‌های بلند[۳]
| سیمرغ بلورین بهترین فیلم                                                                                        | سیمرغ بلورین بهترین کارگردان                                                                               |
| --- | --- |
| - اتوبوس – آیت فیلم - پدر بزرگ – آیت فیلم - جاده‌های سرد – بنیاد سینمایی فارابی - خط پایان – سازمان سینمایی ایفا | - کیانوش عیاری – تنوره دیو                                                                                 |
| سیمرغ بلورین بهترین بازیگر نقش اول مرد                                                                          | سیمرغ بلورین بهترین بازیگر نقش اول زن                                                                      |
| - هادی اسلامی – اتوبوس - ایرج طهماسب – خط پایان (تقدیر)                                                         | - برنده نداشت                                                                                              |
| سیمرغ بلورین بهترین بازیگر نقش دوم مرد                                                                          | سیمرغ بلورین بهترین بازیگر نقش دوم زن                                                                      |
| - اسماعیل محمدی – تنوره دیو - حمید جبلی – جاده‌های سرد و خط پایان                                                | - مهری مهرنیا – تنوره دیو                                                                                  |
| سیمرغ بلورین بهترین فیلمنامه                                                                                    | سیمرغ بلورین بهترین موسیقی متن                                                                             |
| - پدربزرگ – مجید قاری‌زاده                                                                                       | - مادیان – شریف لطفی - اتوبوس – بابک بیات (تقدیر)                                                          |
| سیمرغ بلورین بهترین تدوین                                                                                       | سیمرغ بلورین بهترین فیلم‌برداری                                                                             |
| - اتوبوس – حسین زندباف                                                                                          | - تورج منصوری – جاده‌های سرد - محمود کلاری – جاده‌های سرد (دیپلم افتخار) - داریوش عیاری – تنوره، دیو (تقدیر) |
| سیمرغ بلورین جایزهٔ ویژه هیئت داوران                                                                             | |
| - اولیها – عباس کیارستمی                                                                                        | |

## فیلم‌های بخش مسابقهٔ فیلم‌های بلند[۴]
1. آتش در زمستان (حسن هدایت)
2. آن سوی مه (منوچهر عسگری‌نسب)
3. آوار (سیروس الوند)
4. اتوبوس (یدالله صمدی)
5. بایکوت (محسن مخملباف)
6. بلمی به سوی ساحل (رسول ملاقلی‌پور)
7. بهار (ابوالفضل جلیلی)
8. پدربزرگ (مجید قاری‌زاده)
9. تشریفات (مهدی فخیم‌زاده)
10. تنوره دیو (کیانوش عیاری)
11. توهم (سعید حاجی‌میری)
12. جاده‌های سرد (مسعود جعفری جوزانی)
13. جستجو در شهر (حجت‌الله سیفی)
14. خط پایان (محمدعلی طالبی)
15. زنگها (محمدرضا هنرمند)
16. کفش‌های میرزانوروز (محمد متوسلانی)
17. گمشده (مهدی صباغ‌زاده)
18. مادیان (علی ژکان)
19. مدار بسته (رحمان رضایی)
20. مدرک جرم (منوچهر حقانی‌پرست)
21. اولی‌ها (عباس کیارستمی)
22. زیر باران (سیف‌الله داد)

## اختتامیه
همزمان با آغاز عملیات والفجر ۸ (بخشی از جنگ ایران و عراق که با پیروزی نیروهای ایران همراه بود) اختتامیه این جشنواره در تالار وحدت برگزار شد که تشویق برندگان با تکبیر همراه بود.